# Karl Richter (sportiv)
Karl Richter (n. 14 decembrie 1876, Botkyrka parish⁠(d), Comitatul Stockholm, Suedia – d. 30 noiembrie 1959, Adolf Fredriks parish⁠(d), Comitatul Stockholm, Suedia) a fost un trăgător de tir ce a reprezentat Suedia, medaliat olimpic. A participat la 2 ediții ale Jocurilor Olimpice (1920, 1924) în care a câștigat o medalie de bronz.